# 국가비전 2030
국가비전 2030은 참여정부 시절 성장과 복지의 동반성장을 위해 제시된 비전이다. 흔히 비전2030이라 부른다. 당시 보고서 내용은 1100조 원의 재원을 마련할 방법을 제시하지 않아 ‘공허한 청사진’이라는 비판을 받았다. 그러나 2007년 대선에서 한나라당 후보 이명박의 공약이나, 2010년과 2011년에 벌어진 무상급식, 무상의료 등에서 비전2030의 내용이 다시 제시되었다.

## 개요
2006년 8월 30일 당시 기획예산처 장관 장병완은 노무현 대통령이 주재한 ‘비전 2030 보고회의’에서 “한국이 2010년대에 선진국에 진입하고 2020년대에 세계 일류국가로 도약해 2030년에는 ‘삶의 질’ 세계 10위에 오른다”는 내용의 ‘비전 2030-함께 가는 희망 한국’이란 보고서를 발표했다.
정부는 이 보고서에서 한국이 성장과 복지의 동반성장을 위한 50개 과제를 제대로 추진하면 2030년에는 1인당 국민소득 4만9000달러, 삶의 질 세계 10위를 달성할 것으로 전망했다. 또 복지 분야 재정의 비중이 2005년 25.2%에서 2030년 약 40%까지 높아져 복지수준이 크게 개선될 것으로 예상했다.

## 주요 내용
- 1인당 국민소득 4만9000달러 (2030년)
- 삶의 질 세계 10위 (2030년)
- 복지 분야 재정의 비중 - 2005년 25.2%에서 2030년 약 40% 수준으로 향상
- 국민연금 개혁 완료 (2006년)
- 근로장려세제(EITC) 전체 세대의 21.2%까지 확대 (2030년)
- 육아비용 부모 부담율 37%로 축소 (2030년)
- 노인수발보험 노인 인구의 12.1%로 확대 적용 (2030년)
- 통일 인프라 재원 구축 - 2005년 0.1%에서 2030년 1.0% 수준으로 향상

## 비판
그러나 해당 보고서에서 1100조에 이르는 재원 마련을 위한 방법을 제시하지 않았다. 그 때문에 보수언론에서는 “정부가 용역 비용 10억 원을 들여 ‘천국’을 그렸지만 그곳에 가는 방법과 길은 제시돼 있지 않다”고 비판했다.
열린우리당 내부에서도 “비전의 취지에는 대체로 공감하지만 내년 대선을 앞두고 소모적 증세 논란으로 번질 가능성이 높다”라고 말했다. 바른사회시민회의 전희경 정책실장은 “정부가 당위(當爲)에 가까운 청사진을 정권 말기에 발표한다고 제대로 추진이나 할 수 있겠느냐”라고 비판했다. 경제정의실천시민연합 김태현 사회정책국장은 “문제의식은 맞지만 구체화할 정책이 없다면 불필요한 논란만 다시 초래할 수 있다”라고 지적했다.

## 인용된 정책
당시에는 현실성 없다는 지적을 받았으나, 일부 정책은 다른 사람이나 단체에서 제시하기도 했다.
- 이명박 - 2007년 대선에서 무상 보육, 반값 등록금 공약
- 민주당
  - 2010년 지방선거에서 학교 무상 급식 공약
  - 2011년 무상 급식, 무상 의료 등 무상 정책 제시
- 한나라당 - 무상급식 정책 반대. 그러나 한나라당 국회의원 지역구의 절반이 무상급식 시행. 특히 과천 지역구는 대한민국에서 최초로 무상급식이 시행된 지역구.[2]
- 박근혜 - 2011년 한국형 복지를 주장. 비전2030의 핵심 내용인 “생애주기별 맞춤형 복지”를 그대로 포함시킴[3]

## 같이 보기
- 국방개혁 2020
- 참여정부
- 노무현
- 무상급식
- 이명박